# 巴列斯特爾鎮

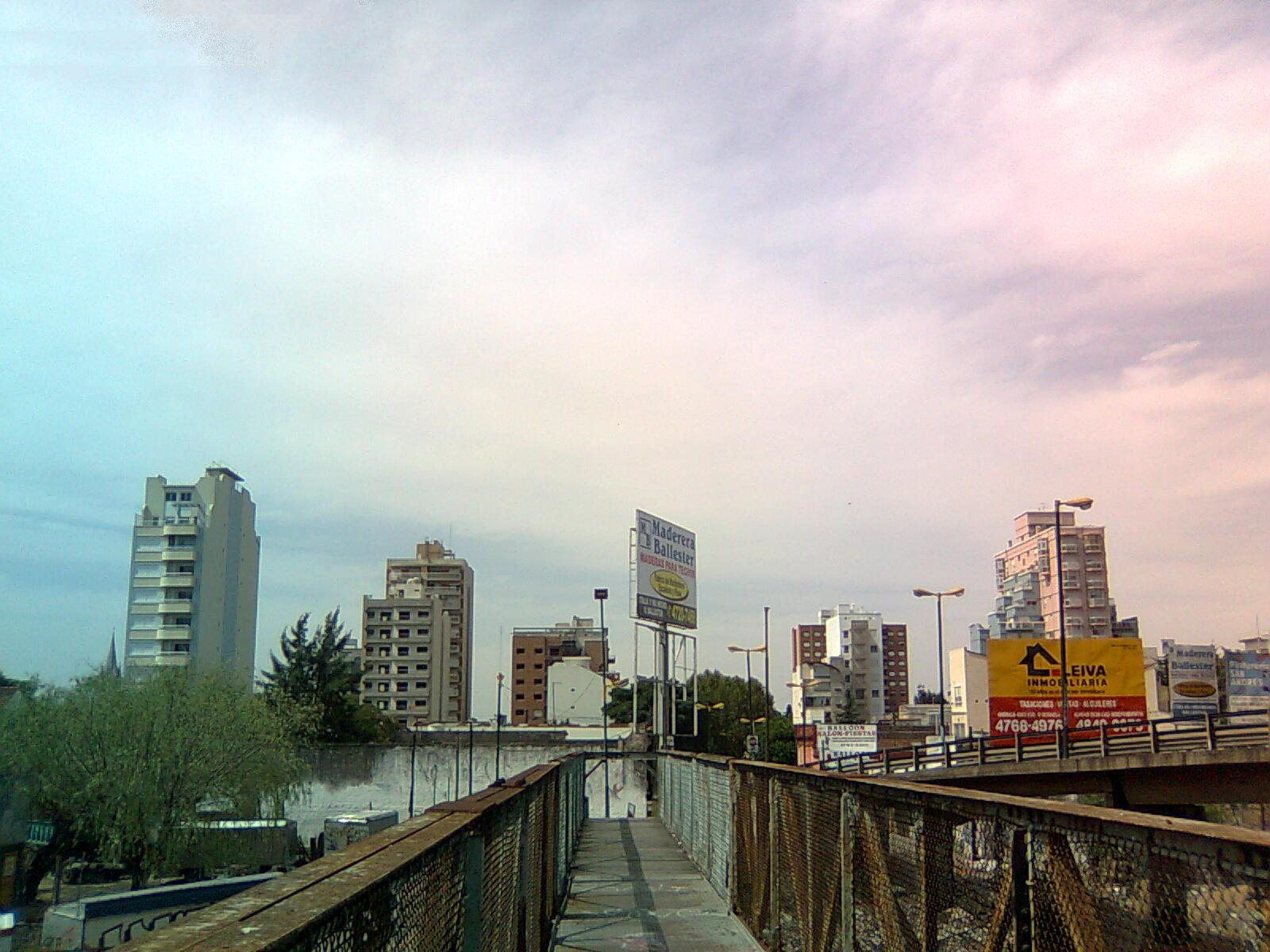

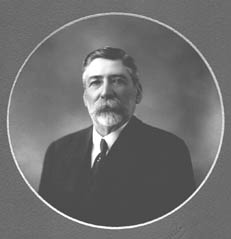

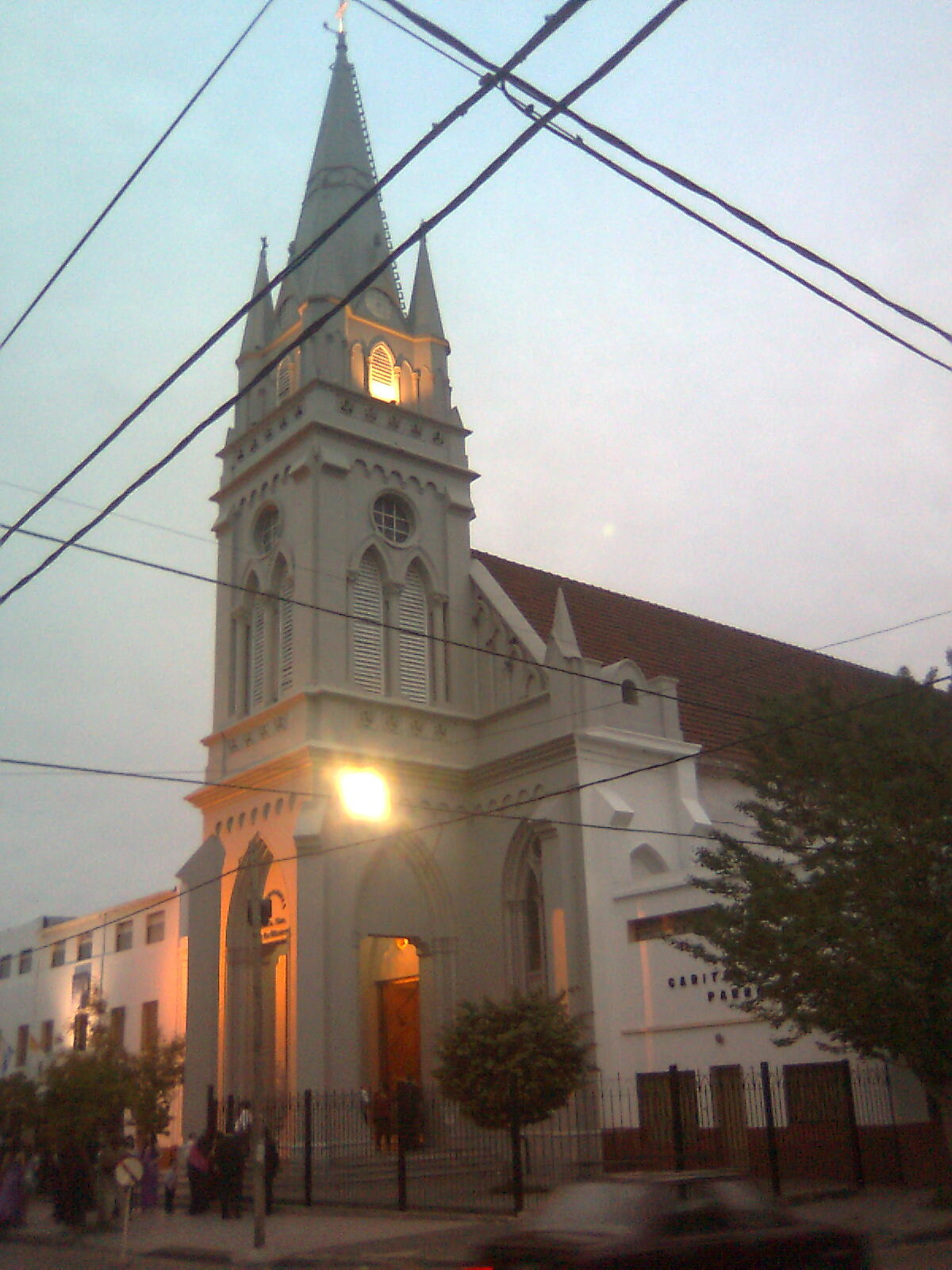

巴列斯特爾鎮是阿根廷的城鎮，位於該國東北部，由布宜諾斯艾利斯省負責管轄，始建於1889年10月26日，海拔高度26米，大量來自德國的移民在二十世紀初期定居該鎮，2001年人口35,301。

## 外部連結
- （西班牙文） Villa Ballester Portal